# 池田町立下野呂内小学校
池田町立下野呂内小学校（いけだちょうりつしものろうちしょうがっこう）は、かつて徳島県三好郡池田町西山中塚にあった公立小学校。 児童数の減少などの理由で平成5年（1993年3月31日）をもって休校し、2005年3月31日に廃校した。

## 概要
全校生徒数
- 4人（1992年度（平成4年度）当時）

全卒業生数　
最寄駅
- JR土讃線坪尻駅

## 沿革
出典
- 1883年（明治16年）3月 - 校舎建設（下野呂内1079番）
- 1883年（明治16年）9月18日 - 西山尋常小学校下野呂内分教場（西山小の分校）として認可なる。
- 1886年（明治19年）4月10日 - 小学校令、中学校令、師範学校令が公布される。
- 1889年（明治22年） - 市町村制施行し西山・州津両村が合併し箸蔵村となる。
- 1914年（大正3年） - 西山中塚1093番地に新校舎建築。
- 1916年（大正5年）5月31日 - 下野呂内尋常小学校として西山尋常小学校から独立。
- 1931年（昭和6年）9月24日 - 運動場拡張。
- 1932年（昭和7年）6月30日 - 小学校校舎増築。
- 1941年（昭和16年）3月1日 - 「小学校令」を改正し「国民学校令」が交付され下野呂内国民学校と改称。
- 1947年（昭和22年）3月31日 - 教育基本法、学校教育法が交付される。
- 1947年（昭和22年）4月1日 - 下野呂内小学校と改称。
- 1952年（昭和27年）6月1日 - 校舎一棟（五十五坪）新築。
- 1956年（昭和31年）3月31日 - 町村合併により池田町に編入。
- 1967年（昭和42年） - 新校舎・へき地集会所落成、運動場拡張。
- 1970年（昭和45年） - 陸上自衛隊（第二混成団第八施設群）により、猪ノ鼻峠から小学校間4キロメートルの間、幅員5メートルに拡張。
- 1970年（昭和45年） - 教員住宅3戸および運動場の柵建設。
- 1972年（昭和47年） - 校舎中庭を日本庭園に造園施工整備。
- 1973年（昭和48年） - 燃料庫完成。陸上自衛隊により道路の改修。
- 1976年（昭和51年） - 校舎塗装完成。
- 1977年（昭和52年） - 教員住宅、浴場改修。
- 1983年（昭和58年） - 創立百周周年。
- 1991年（平成3年）3月31日 - 下野呂内地区水道完成。
- 1991年（平成3年）5月7日 - 下野呂内小学校水道工事完成。
- 1993年（平成5年）3月23日 - 下野呂内小学校休校式。
- 1993年（平成5年）3月31日 - 同日をもって休校
- 2005年（平成17年）3月31日 - 廃校。

## 校歌
- 作詞: 金沢治
- 作曲: 入江都

## 跡地活用
校舎は民間企業によりゲストハウスとして活用されている。